# Ramschir (Verwaltungsbezirk)
Ramschir (persisch شهرستان رامشیر) ist ein Schahrestan in der Provinz Chuzestan im Iran. Er enthält die Stadt Ramschir, welche die Hauptstadt des Verwaltungsbezirks ist. 

## Demografie
Bei der Volkszählung 2016 betrug die Einwohnerzahl des Schahrestan 54.004. Die Alphabetisierung lag bei 84 Prozent der Bevölkerung. Knapp 50 Prozent der Bevölkerung lebten in urbanen Regionen.
| Zensusjahr | Einwohnerzahl |
| ---------- | ------------- |
| 2011       | 48.943        |
| 2016       | 54.004        |